# رابین شکارچی جادوگر
رابین شکارچی جادوگر (به ژاپنی: ウィッチハンターロビン Wicchi Hantā Robin) نام یک سریال تلویزیونی انیمه تولید ژاپن است. این اثر در سال ۲۰۰۲ توسط استودیو سانرایز تولید گردید.

## داستان
موضوع این سریال علمی-تخیلی مربوط به یک دختر نیمه ایتالیایی-ژاپنی تربیت شده واتیکان است که دارای نیروهایی متافیزیکی بوده که با آن نیروها بدستور یک سازمان اطلاعاتی مخفی، «جادوگر» شکار و دستگیر می‌کند. خصلت «جادوگری» در این داستان، نوعی ژن نادر و تغییر یافته (موتاسیون) و خطرناک برای بشریت معرفی می‌گردد که بایستی به هر نحوی از جامعه پاکسازی گردد. وی در نهایت خود توسط این سازمان مورد هدف قرار گرفته و متواری می‌گردد.